# André Amellér

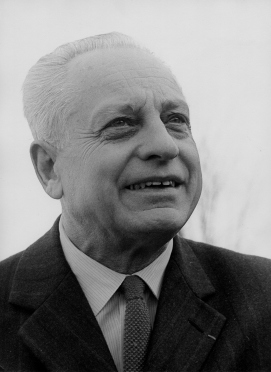
André Amellér rond 1980

André Charles Gabriel Amellér (Arnaville, 2 januari 1912 – Parijs, 14 mei 1990) was een Frans componist, dirigent, muziekpedagoog en contrabassist. 

## Levensloop
In een muzikale familie geboren, leerde hij op 7-jarige leeftijd de viool te bespelen. Hij studeerde aan het befaamde Conservatoire national supérieur de musique in Parijs in de vakken contrabas, orkestdirectie, harmonieleer, fuga, contrapunt, compositie en muziekgeschiedenis. 
In 1937 werd hij contrabassist in het Orchestre de l'Opéra de Paris en bleef nog 17 jaar in dit orkest. In 1953 werd hij in de hoofdstad van de regio Bourgondië (Bourgogne), Dijon, directeur van het Conservatoire National de Région. Hij heeft het muziekleven in Dijon en omgeving gestimuleerd. Hij was betrokken bij gedenkwaardige uitvoeringen met het Orchestre de la Société des Concerts du Conservatoire met grote gastdirigenten en solisten. 
Zijn oeuvre omvat rond 400 werken.

## Composities

### Werken voor orkest
- 1944 Nocturne, voor hoorn en klein orkest, op. 10
- 1946 Concert voor cello en orkest, op. 25
  1. Prélude - Cadence
  2. Allegro
  3. Adagio
  4. Allegro final
- 1947 Esquisses pour le théâtre  opus 31
- 1948 Symphonie opus 34
- 1950 Triptyque symphonique opus 49
  1. Prélude
  2. Divertissement
  3. Interlude
- 1950 Hyrjoe le Joueur de Lvikko symfonisch gedicht, opus 83
- 1951 Sampiero Corso Ouverture, opus 55
- 1952 Annapurna symfonisch gedicht, opus 72
- 1953 Concertino voor contrabas en orkest, op. 64
- 1954 La Moresca Suite de danses sur des thèmes corses, opus 85
- 1955 Danse de Séléné symfonische suite, opus 42
- 1955 Alborada para la fiesta de las flores (Aubade pour la fête des fleurs) voor piano en orkest, op. 82
- 1957 A quoi rêvent les jeunes filles Ouverture - uit de toneelmuziek voor het stuk van Musset, opus 106
- 1957 Suite concertante voor hobo en strijkorkest, op. 112
- 1958 Les oiseaux du Vieux Paris opus 124 - muzikale vertelling voor orkest en ad libitum mannenkoor
- 1963 Concert voor cello en orkest
  1. Prélude - Cadence
  2. Allegro
  3. Adagio
  4. Allegro final
- 1970 Hétérodoxes voor strijkkwartet en orkest, opus 181
  1. Oaradya
  2. Areko-Arba
  3. Triggiki
  4. Namahito-Dro
- 1972 Si tous les enfants du monde Suite voor juniororkest, opus 193
  1. Marche des soldats
  2. Quatre trios pour 12 as
  3. Rêves de Pupazzi
  4. La carriole
  5. En gondole
  6. Mélopée de Samarkand
  7. Polka du 14 juillet
  8. Dodo muchachos
  9. Show-show
  10. Chant du berger Ali de Ksar Haddada
  11. Moana
  12. Choral
  13. Jeu de balles
  14. Chanson de Bâbouchka
  15. Danse pour Tania et Igor
  16. Lotus d'or
  17. Ronde générale et marche finale
- 1973 Dentelles et Broderies Valencianes (Puntillas y Bordados Valencianos) opus 204
- 1977 Mélodie pour elle symfonische gedicht, opus 237
- 1979 Trois moments musicaux opus 256
- 1981 Adagio voor violone en orkest, op. 263
- 1986 Concerto voor trompet en orkest, op. 369

### Werken voor harmonieorkest
- 1947 Sonate voor hoorn en 14 instrumenten, opus 32
- 1952 Concert voor tuba of saxhoorn in bes en blaasorkest, opus 69
- 1963 Hymne pour l'ouverture de la pêche opus 151
- 1966 Airs hétérogènes opus 166
  1. Air futé
  2. Air marin
  3. Air sévère
  4. Air désinvolte
  5. Air et canon à boire
- 1967 contrabas solo, voor contrabas en blaasorkest, opus 178
- 1968 Bienvenue en Bourgogne - Marche solennelle voor harmonieorkest, opus 169
- 1974 Crescendo voor groot harmonieorkest, opus 215
- 1975 Les Camisards symfonische gedicht voor harmonieorkest, opus 225
- 1977 Croquignoles (1e suite)' opus 244
  1. Impromptu
  2. Largo
  3. Polka
  4. Tendresse
  5. Joie
- 1977 Croquignoles (2e suite) opus 244
  1. Mazurka
  2. Tempête
  3. Mélancolie
  4. Pulsion
  5. Final
- 1980 Fantaisie voor harmonieorkest opus 260
- 1981 Adagio voor viool en blaasorkest, opus 263
- 1981 Divertimento Ludus Parisiensis opus 286
  1. Allant
  2. Allegretto
  3. Dolce espressivo,
  4. Assai lento
  5. Amabile leggiero
  6. Adage
  7. Vivace
- 1982 Scène et danse de l'oiseau magique opus 290
- 1982 Conzertstück opus 297, voor 4 tuba's en harmonieorkest
- 1982 Santa di Roma - Ode à Sainte Cécile voor harmonieorkest, opus 301
- 1984 Les Girelles voor harmonieorkest, opus 343
- 1984 Danses pour Diane opus 360
- 1984 La biche voor harmonie en 4-stemmig koor van gelijke stemmen (meisjes en jongens), opus 361
- 1984 C'est la fête chez nous voor harmonieorkest, opus 362

### Toneelwerken
- 1946 Mala opus 5, toneelmuziek
- 1949 La Légende du Rhin opus 45, ballet in twee bedrijven - tekst: Pélissane
- 1951-1960 Cyrnos opus 55, opera, 3 aktes - libretto: Pélissane
- 1955 Danse de Séléné opus 42, ballet in een bedrijf - libretto: Pélissane
- 1957 A quoi rêvent les jeunes filles opus 106, uit de toneelmuziek voor het stuk van Alfred de Musset ter gelegenheid van zijn 100e sterfdag
  1. Ouverture
  2. Divertissement
  3. Sérénade
- 1957 La Lance de Fingal opus 50, Drame lyrique in 1 akte en 3 scènes - libretto: Pélissane, naar Ossian (vertaald in het Duits)

### Missen en geestelijke muziek
- 1944 Evocations (Psaume CXXXVI) opus 12,  voor bariton, koren, orgel en orkest
- 1947 Je vous salue Marie opus 23, voor 4 vrouwenstemmen, fluit, harp, viool, altviool, cello
- 1951 Cantate "Gloire et Honneur à Jeanne de France" opus 58, voor sopraan, gemengd 4-stemmig koor en orgel

### Koormuziek
- 1949 Très douce dame opus 46
- 1950 Effets opus 51
- 1957 Hymne à Bacchus opus 109, voor 4-stemmig mannenkoor
- 1959 Souvenance de l'enfance opus 120, voor 4-stemmig gemengd koor
- 1959 Fêtes joyeuses opus 121, pour choeur à 4 voix mixtes
- 1959 Le Printemps opus 127, voor 3-stemmig koor met gelijke stemmen
- 1960 O belle nuit étincelante opus 132, voor 3-stemmig koor met gelijke stemmen
- 1960 Les fleurs du printemps opus 134, voor 2-stemmig koor met gelijke stemmen
- 1962 Berceuse opus 140, voor 4 gelijke stemmen
- 1962 Air de chasse opus 144, voor 2 gelijke stemmen
- 1962 Chanson de Bourgogne opus 145, voor 3 gelijke stemmen
- 1963 Zoroastre opus 147, voor 2 gelijke stemmen
- 1963 Quel plaisir quand je suis à table opus 148, voor 4 gelijke stemmen
- 1963 Je veux épouser Sylvie opus 149, voor 3 gelijke stemmen
- 1964 Sakura voor 4 gemengde stemmen (fonetische omzetting van Japanse tekst)
- 1966 Un petit garçon sifflait opus 163 No. 1, voor 3 gelijke stemmen en piano - Text: Rolande Cavat
- 1966 Aux étangs de la Reine Blanche opus 163 No. 2, voor stem en piano - Tekst: Rolande Cavat
- 1966 C'était la fête au village opus 163 No. 3, voor stem en piano - Tekst: Rolande Cavat
- 1981 Nuages opus 266, voor 4 gelijke stemmen
- 1981 Fêtons, chantons le printemps opus 267, voor 4-stemmig gemengd koor
- 1985 Chantons, dansons, fêtons... opus 352, voor 2-stemmig koor met gelijke stemmen

### Kamermuziek
- 1944 Andante et scherzo opus 7 en 9, voor blaaskwintet: fluit, hobo, klarinet, hoorn, fagot
- 1947 Diptyque opus 30, voor altklarinet, contrabas en strijktrio
- 1948 Suite française dans le goût romantique opus 33, voor fluit, harp en strijktrio
- 1951 Hommage à Jean-Sébastien Bach opus 52, voor strijkers
- 1952 Baroque opus 66, voor basklarinet en contrebas
- 1952 Cathédrale opus 50, voor 4 trombones
- 1952 Concertino opus 125, voor altsaxofoon, obligaat fluit en strijkers
- 1955 Choral opus 44, voor 4 trombones
- 1956 Aeramen opus 92, voor 4 trombones
- 1956 Fanfares pour tous les temps opus 99, voor 4 trompetten, 4 hoorns, 4 trombones, 1 tuba
- 1956 Huit chansons de geste opus 100, voor fluit, hobo, klarinet, fagot, hoorn, trompet en slagwerk
- 1956 Lamentations pour le choeur des juives opus 101, pour strijkers
- 1957 Suite d'illusions opus 111, voor strijkers
  1. Lichtental
  2. Régua
  3. Romainville
  4. Murano et Burano
- 1957 Synergie concertante opus 114, voor klarinetsextet
- 1960 Sextuor à vent d'après Jean-Philippe Rameau opus 137, voor fluit, hobo, klarinet, fagot, hoorn et saxofoon
- 1963 Ordene Ricarcere opus 156, voor 3 trompetten, 3 trombones, 1 tuba of saxhoorn in bes
- 1965 Azuleros de Valencia opus 162, voor blaassextet (fluit, hobo, klarinet, hoorn, altsaxofoonin es, fagot)
- 1970 Largamente opus 186, voor 1 hoorn, 2 trompetten in c of bes, 2 trombones, 1 tuba of saxhoorn in bes
- 1971 Epigraphe opus 35, voor 3 trombones en 1 tuba
- 1972 A la française opus 13, voor blaaskwintet: fluit, hobo, klarinet, hoorn, fagot
  1. Prélude
  2. Fughetto
  3. Grave-Rondo
- 1972 Monnaies opus 191, voor rietblazerstrio
  1. Penny
  2. Lei
  3. Sou
  4. Lire
  5. Kopeck
- 1972 Divertissement de Pyrame et Thisbé opus 192, ‘’Suite de danses’’ voor 2 fluiten, 2 hobo’s of violen, fagot of cello
  1. Marche
  2. Entrée
  3. Gavotte
  4. Airs pour les Egyptiens
  5. Sarabande
  6. Menuet
  7. Lentement
  8. Passepied
- 1973 Noctuelle de printemps opus 203, voor viool, hobo, fagot en harp
- 1973 Trois entrées et postlude pour le théâtre de Molière opus 205, voor 2 hoorns, 2 trompetten, 2 trombones, 1 tuba, pauken en slagwerk
- 1974 Divertimento opus 211, voor rietblazerstrio (hobo, bes-klarinet, fagot)
  1. Intrada
  2. Duetto
  3. Fantasia
  4. Adagietto
  5. Giocondo
- 1975 Quatre pièces courtes opus 222,  voor dubbel trombonekwartet 
  1. Introduction
  2. Choral
  3. Scherzetto
  4. Giocondo
- 1975 Arlequinade opus 226, 6 korte stukken voor 2 trompetten, 1 hoorn, 1 trombone, 1 tuba
  1. Choral pour 4
  2. Gay
  3. Air
  4. Imprévu
  5. Dodorémi
  6. Final
- 1978 Choral pour la XIIème station du chemin de croix opus 249, voor 6 trombones en 1 tuba
- 1978 Vox aere opus 250,  voor 2 hoorns, 2 trompetten, 1 trombone, 1 tuba
- 1978 Fanfare et cérémonial opus 252, Hymne au cassis - voor bariton en koper
- 1978 Simple suite opus 255, voor 4 saxhoorns in bes of 4 tuba’s in c 
  1. Moderato
  2. Allegro scherzando
  3. Lento expressivo
  4. Vivace leggiero
- 1981 Adagio, Choral, Scherzetto opus 283, voor 4 trombones of 4 tuba’s in bes
- 1982 Scherzo fugato opus 284, voor 4 saxofoons
- 1982 Tyrehancries opus 292, fanfare voor 9 trompetten, 8 hoorns, 3 bastuba’s, 2 contrabastuba’s, pauken, kleine trom en bekkens
- 1982 Trois fanfares liturgiques opus 296, voor koperkwintet: 2 trompetten, 1 hoorn, 1 trombone, 1 tuba
- 1984 Facettes opus 350, voor saxofoonkwartet
  1. Prélude
  2. Fughetto
  3. Adagio
  4. Scherzo
- 1984 Fantaisie pour trois - Les abeilles opus 355, voor klarinet, fagot en piano
  1. Prélude
  2. Adagio
  3. Rondeau avec variations
- 1985 Sagunto opus 282, voor saxofoonkwintet
- 1986 Quintette à vent - La chasse opus 376, voor 2 trompetten, 1 hoorn, 1 trombone, 1 tuba

- Biblioteca Nacional de España: XX5051762
- Bibliothèque nationale de France: cb12458600r (data)
- CiNii: DA12020071
- Gemeinsame Normdatei: 123924952
- International Standard Name Identifier: 0000 0000 8079 2108
- Library of Congress Control Number: n83044714
- Nationale Bibliotheek van Letland: 000305827
- Nationale Bibliotheek van Israël: 987007284365405171
- Nederlandse Thesaurus van Auteursnamen: 074959727
- Système universitaire de documentation: 146977629
- Trove: 1074339
- Virtual International Authority File: 107240
- WorldCat: E39PBJjxvgBYTXdXfBmB4JcByd